# Guido Marini
Guido Marini, italijanski rimskokatoliški duhovnik, škof Tortone, * 31. januar 1965, Genova, Italija
Marini opravlja naloge vodje papeških bogoslužij pri Svetem sedežu.

## Življenjepis
Guido Marini se je rodil 31. januarja 1965 v italijanskem mestu Genova. Duhovniško posvečenje je prejel 4. februarja 1989, posvetil ga je kardinal Giovanni Canestri. Leta 2007 je na Papeški lateranski univerzi diplomiral iz kanonskega in civilnega prava, istega leta pa tudi na Papeški salezijanski univerzi iz komunikacijske psihologije. Med leti 1988 in 2003 je bil tajnik genovskega nadškofa, med leti 2004 in 2007 je bil duhovni direktor semenišča v Genovi, med leti 2005 in 2007 pa kancler tamkajšnje nadškofije. 17. oktobra 2021 je bil posvečen v škofa škofije Tortona.

### Vodja papeških bogoslužij
Papež Benedikt XVI. ga je 1. oktobra 2007 imenoval za papeškega ceremonijerja (vodjo papeških bogoslužij), nov petletni mandat mu je podelil tudi leta 2012, leta 2017 pa še Papež Frančišek. Slednji ga je 19. februarja 2014 imenoval tudi za člana Dikasterija za vzhodne Cerkve. Njegovo bogoslužno delovanje je zaznamovala predvsem obnovitev nekaterih papeških ceremonialov, med njimi tudi t.i. »benediktinske ureditve«, ki ureja postavitev sveč in razpela na oltarju.

## Galerija
- mons. Guido Marini med obiskom Papeža Frančiška v Južni Koreji (2014)
- mons. Guido Marini (2018)
- Škof Guido Marini, med liturgijo v Cremoni, (13. januarja 2024)